# ایستگاه راه‌آهن خان‌محمدچاه
ایستگاه راه‌آهن خان‌محمدچاه یک ایستگاه راه‌آهن است که در خان‌محمدچاه، استان سیستان و بلوچستان ایران قرار دارد. ایستگاه خان‌محمدچاه یکی از سه ایستگاه راه‌آهن پاکستان در ایران است.